# Erebia alaskensis
Erebia alaskensis är en fjärilsart som beskrevs av Holland 1900. Erebia alaskensis ingår i släktet Erebia och familjen praktfjärilar. Inga underarter finns listade i Catalogue of Life.